# 市役所前停留場 (北海道)
市役所前停留場（しやくしょまえていりゅうじょう）は、北海道函館市大手町12番地先（往線）・大手町18番地先にある函館市企業局交通部（函館市電）本線
の停留場である。駅番号はDY18。

## 歴史
- 1913年（大正2年）10月30日 - 鶴岡交番前停留場として開業。
- 1938年（昭和13年）以前 - 鶴岡町停留場と改称[2]。
- 1947年（昭和22年）4月23日 - 市役所前停留場と改称[2]。
- 2008年（平成20年）1月23日 - 新停留場が完成、供用開始[3]。

## 構造
- 2面2線の相対式ホーム（交差点を挟んで千鳥式にホームが設置されている）。
- 2008年に往線・復線共に、旧ホームから交差点を挟んだ先に新ホームを建築・移設された[3]。ホームは魚市場通停留場と同形状の上屋・防風板付きバリアフリータイプとなった。

## 周辺
- 国道279号
- 函館市役所
- 函館市消防本部
- 日本銀行函館支店
- 函館大手郵便局
- 函館国際ホテル - 市電・バス乗車券の委託販売店を兼ねている[4]
- HAKODATE 男爵倶楽部 HOTEL&RESORTS - 市電・バス乗車券の委託販売店を兼ねている[4]
- センチュリーマリーナ函館 - 市電・バス乗車券の委託販売店を兼ねている[4]
- 函館バス「市役所前」停留所[5]
- 函館タクシー（函館帝産バス）「開港通り入口」停留所[6]

## 隣の停留場
函館市企業局交通部
本線
函館駅前停留場 (DY17) - 市役所前停留場 (DY18) - 魚市場通停留場 (DY19)